# Rennrodel-Europameisterschaften 2023
Die 54. Rennrodel-Europameisterschaften wurden im Rahmen des fünften Weltcuprennens der Saison 2022/23 auf der Rodelbahn im lettischen Sigulda ausgetragen. Die von der Fédération Internationale de Luge organisierten kontinentalen Titelkämpfe sollten ursprünglich zum zweiten Mal nach 2020 auf der Olympiabahn von 1994 und 2016 (Olympische Jugend-Winterspiele) im norwegischen Lillehammer stattfinden, wurden jedoch vom Weltverband im November 2022 verlegt.
Es fanden Race-in-Race-Wettbewerbe (die Weltcuprennen sind gleichzeitig auch Europameisterschaftsrennen) in Ein- und Doppelsitzern für Männer und Frauen sowie in der Disziplin der Teamstaffel statt. Abgesehen vom letzten Wettbewerb wurden alle Wettbewerbe in zwei Läufen entschieden werden. Zum vierten Mal wurden in den Ein- und Doppelsitzerwettbewerben U23-Wertungen vorgenommen.

## Vergabe

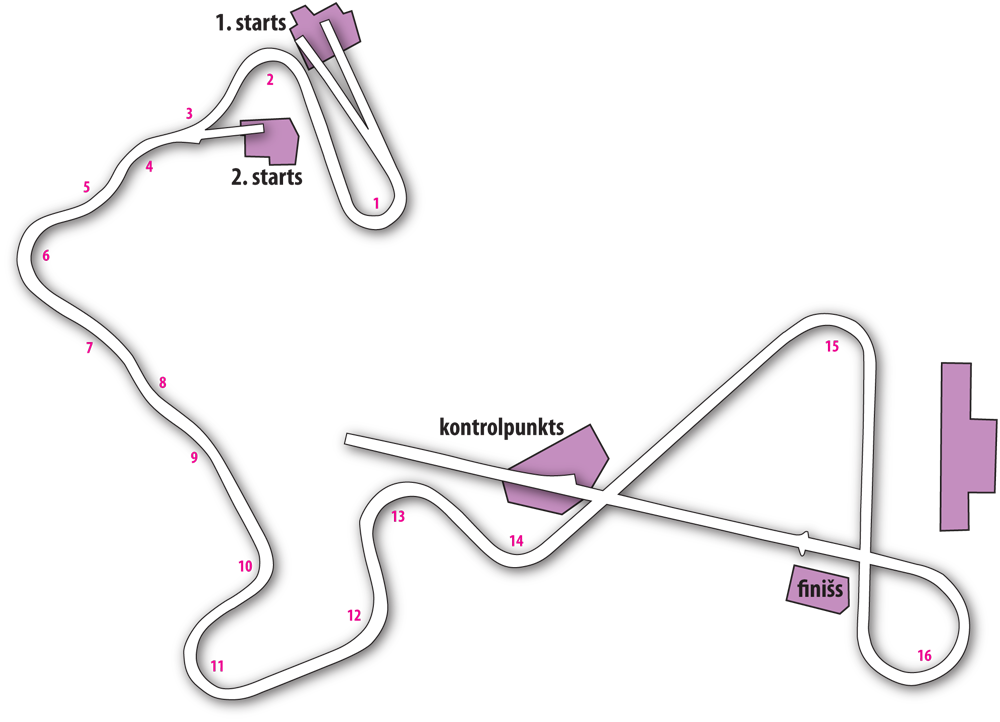
Karte der Rodelbahn Sigulda

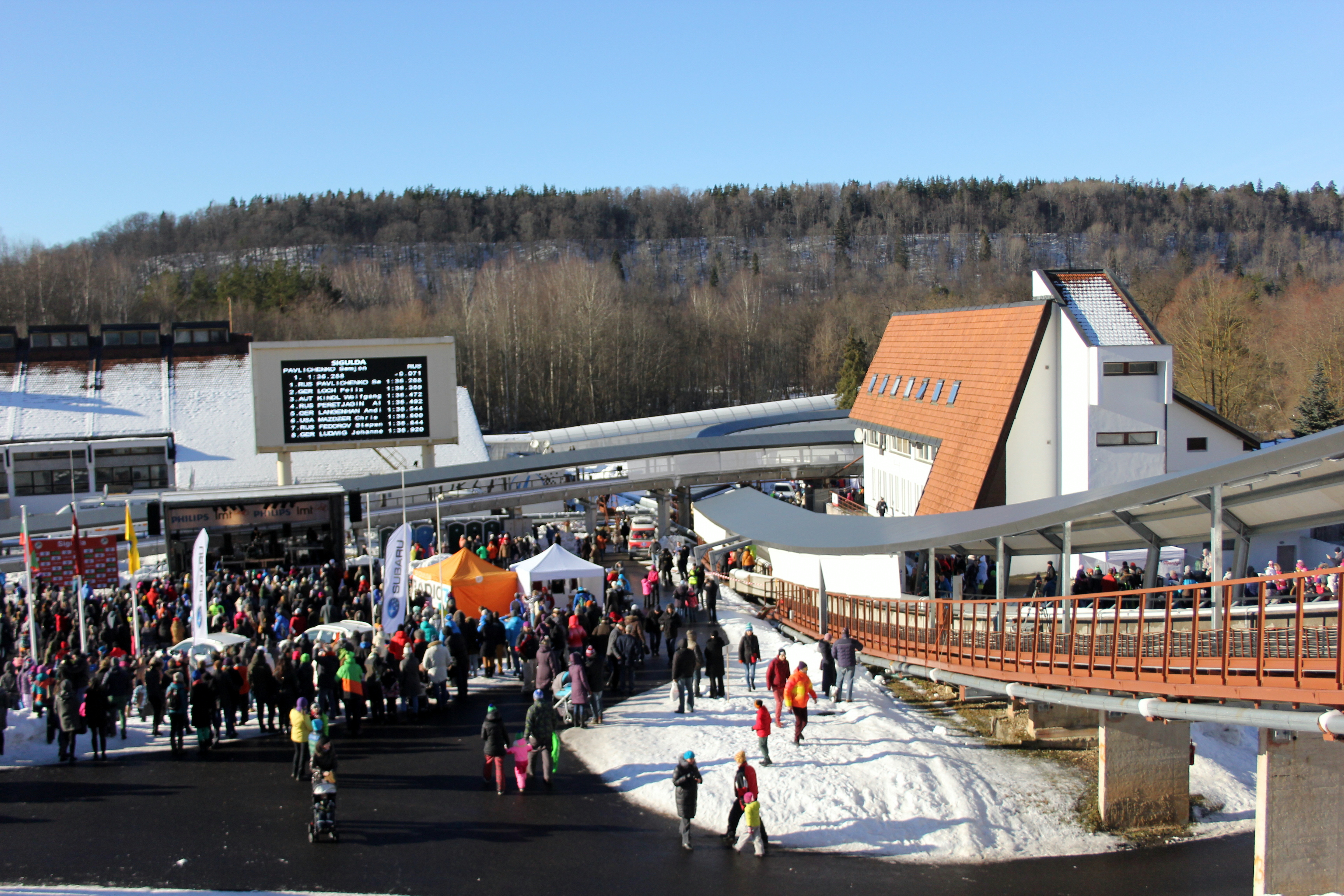
Zielbereich der Rodelbahn Sigulda

Im Mai 2022 gab der Rennrodel-Weltverband Fédération Internationale de Luge de Course bekannt, dass die 54. Rennrodel-Europameisterschaften auf der Bob- und Rennschlittenbahn Hunderfossen in Lillehammer stattfinden werden. Die Olympiabahn von 1994 und 2016 (Olympische Jugend-Winterspiele) war zuvor letztmals im Rahmen der Saison 2019/20 Austragungsort eines Rennrodel-Weltcups, damals wurden ebenfalls Europameisterschaften ausgetragen. Im November 2022 gab der Weltverband jedoch die Verlegung des Weltcupwochenendes inkl. Europameisterschaften aufgrund von „organisatorischen Gründen“ von Lillehammer nach Sigulda bekannt, wo nun ein Doppel-Weltcup ausgetragen werden sollte. Sigulda übernahm damit zum sechsten Mal nach 1996, 2010, 2014, 2018 sowie 2021 die Austragung der Rennrodel-Europameisterschaften.

## Titelverteidiger
Bei den vergangenen Europameisterschaften 2022 auf dem Olympia Bob Run St. Moritz–Celerina siegten Natalie Geisenberger im Frauen-Einsitzer, Wolfgang Kindl im Männer-Einsitzer, das Doppelsitzerpaar Toni Eggert und Sascha Benecken sowie die Teamstaffel Lettlands in der Besetzung Elīna Ieva Vītola, Kristers Aparjods sowie Mārtiņš Bots und Roberts Plūme.

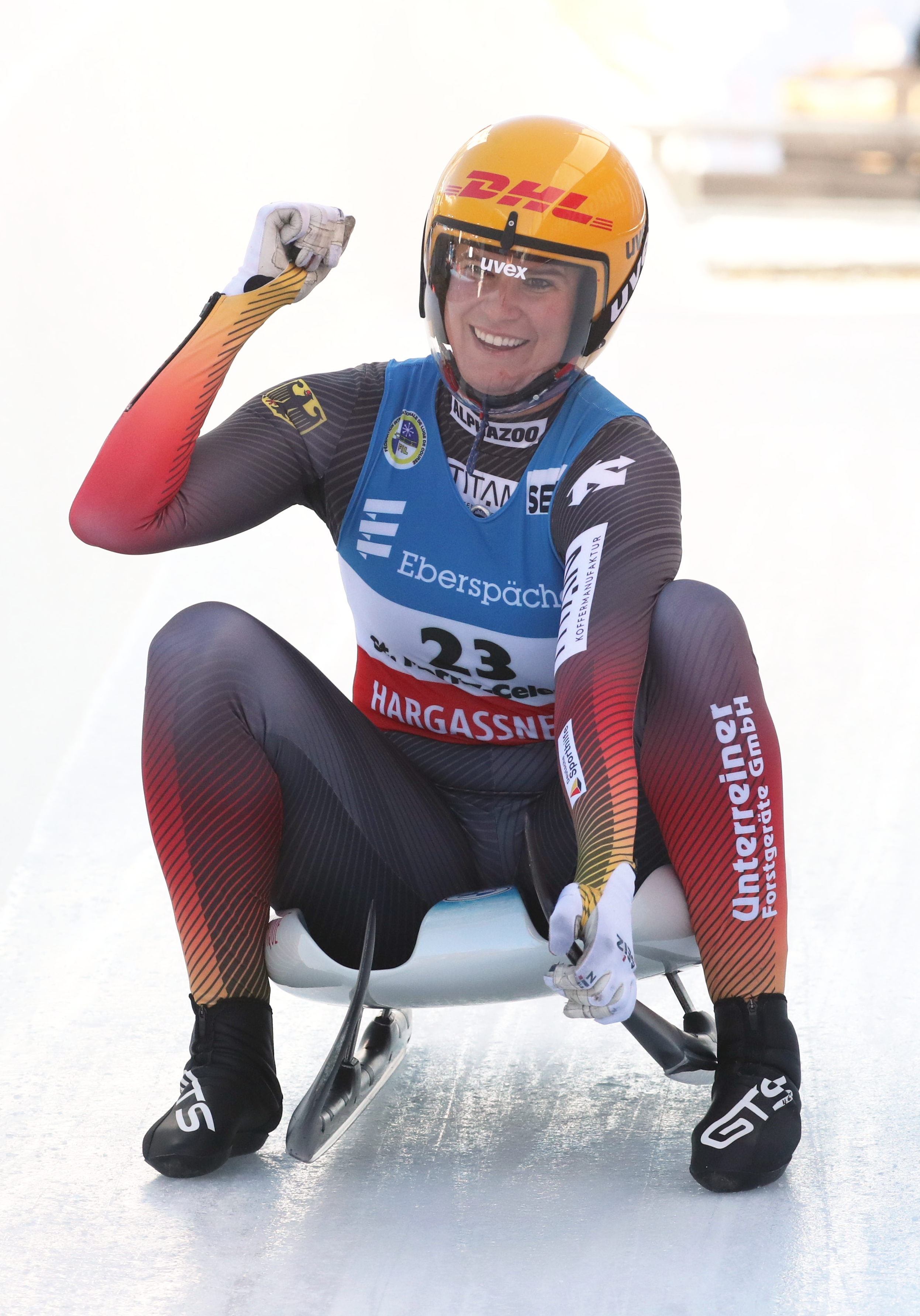
Natalie Geisenberger
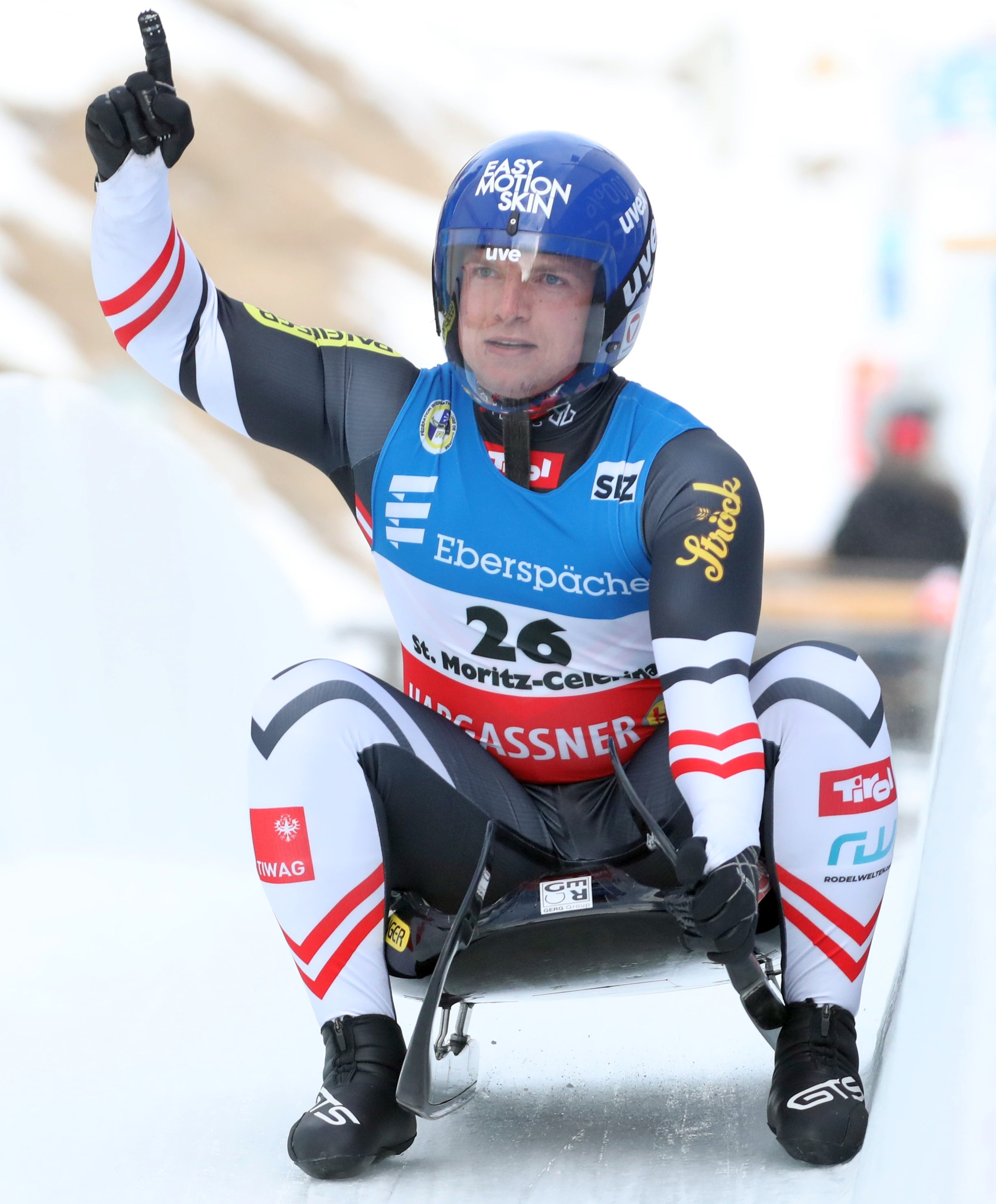
Wolfgang Kindl
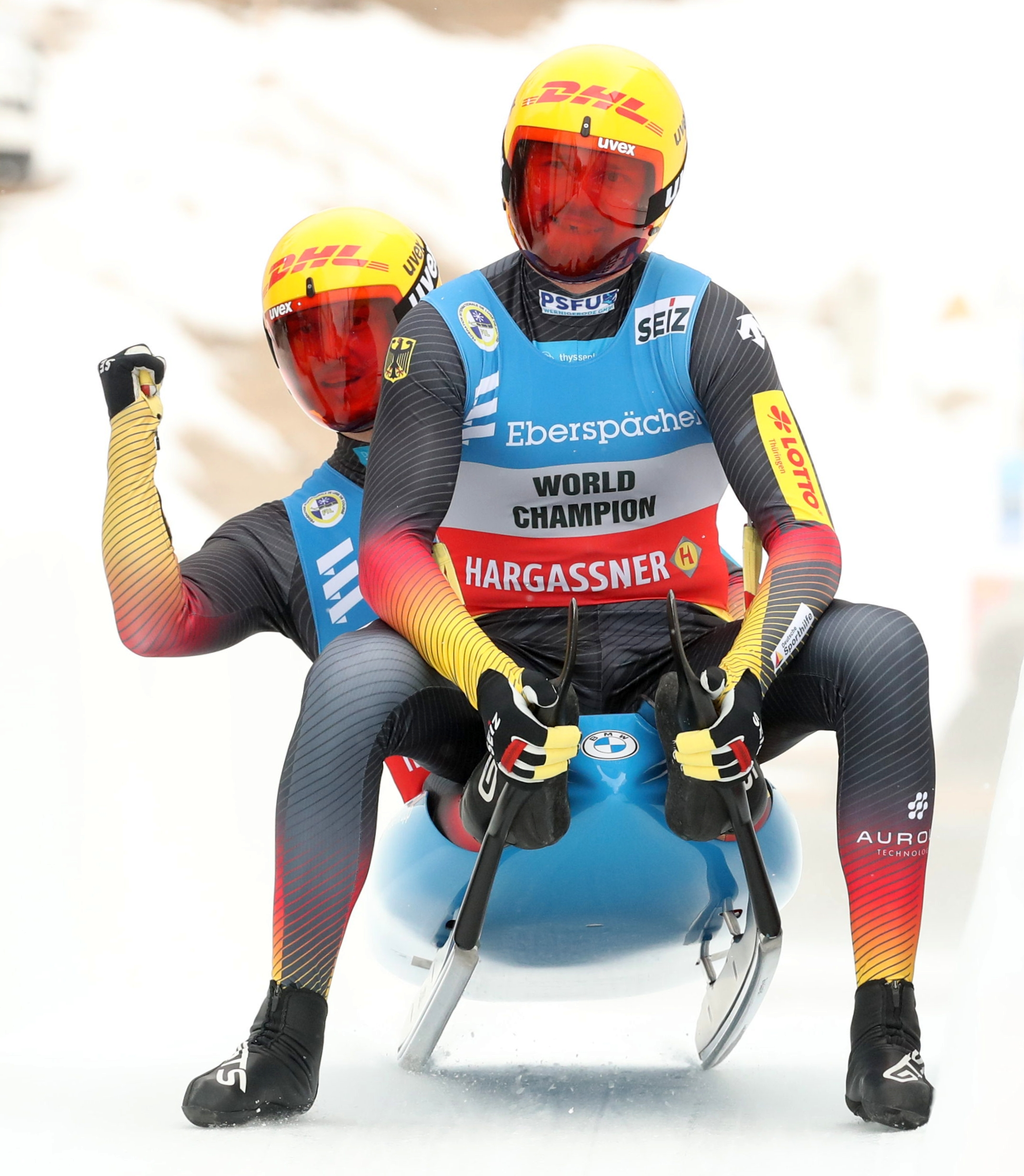
Toni Eggert und Sascha Benecken
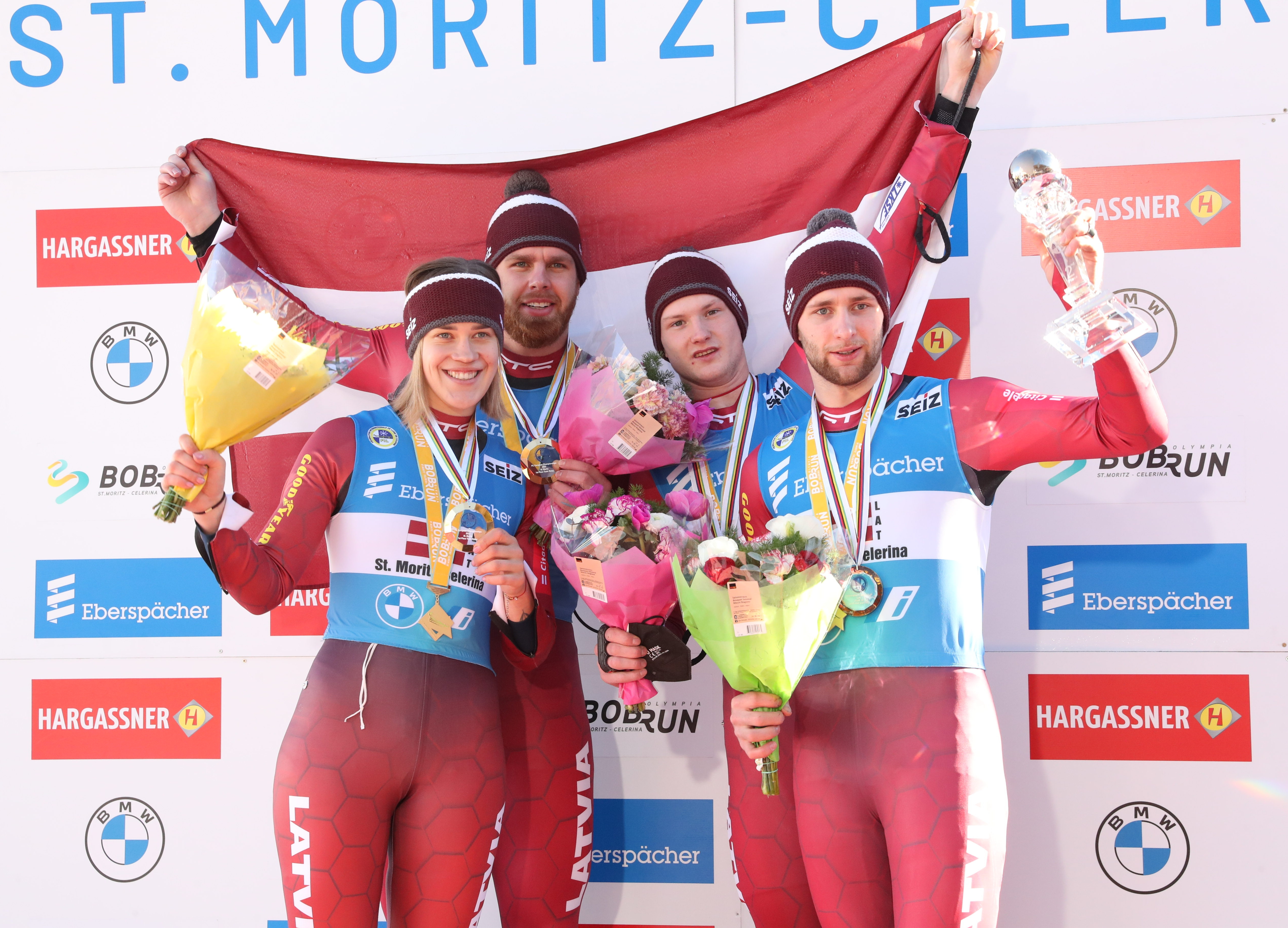
Elīna Ieva Vītola, Kristers Aparjods, Mārtiņš Bots und Roberts Plūme

## Ergebnisse

### Einsitzer der Frauen

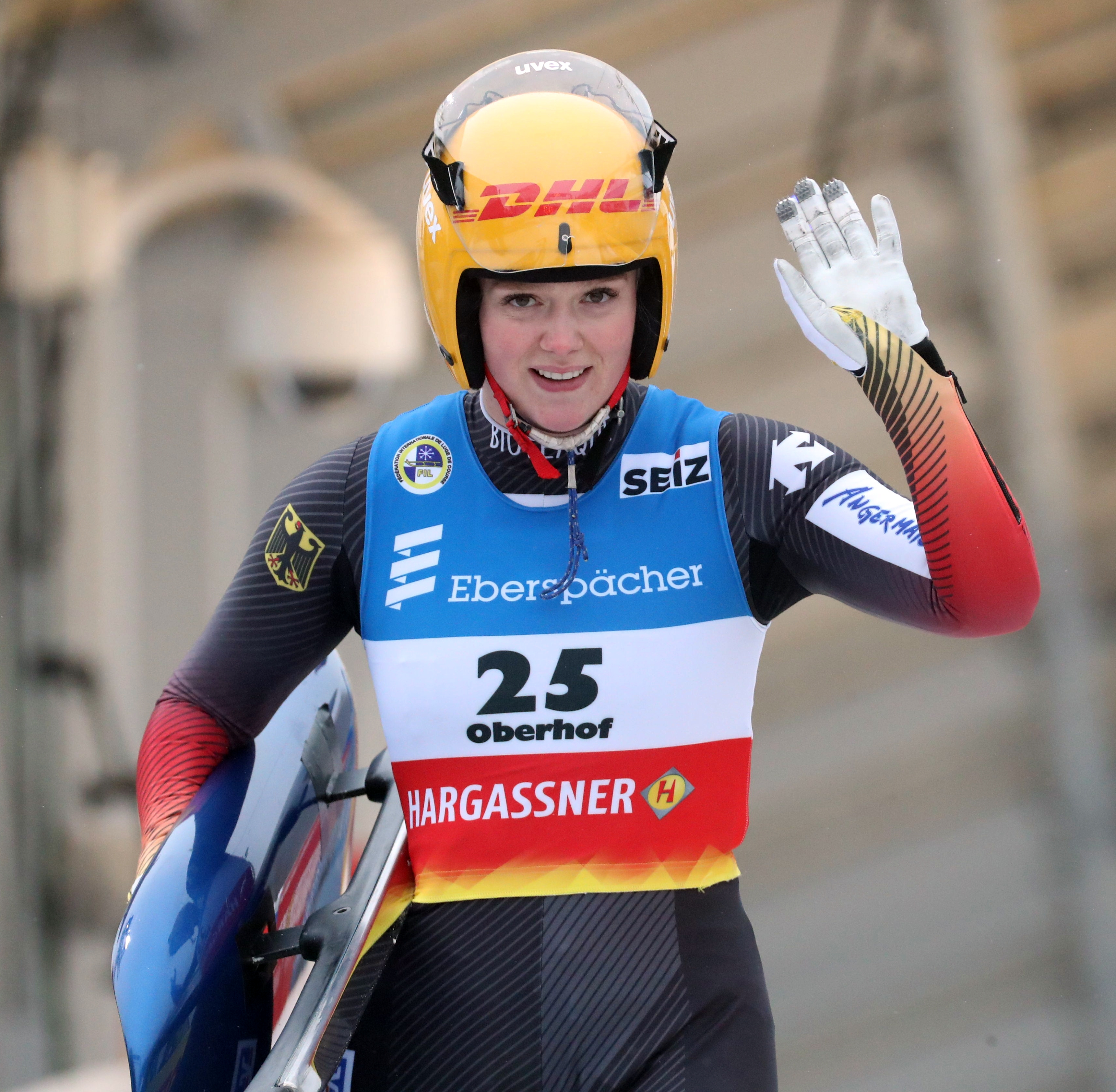
Anna Berreiter, Europameisterin

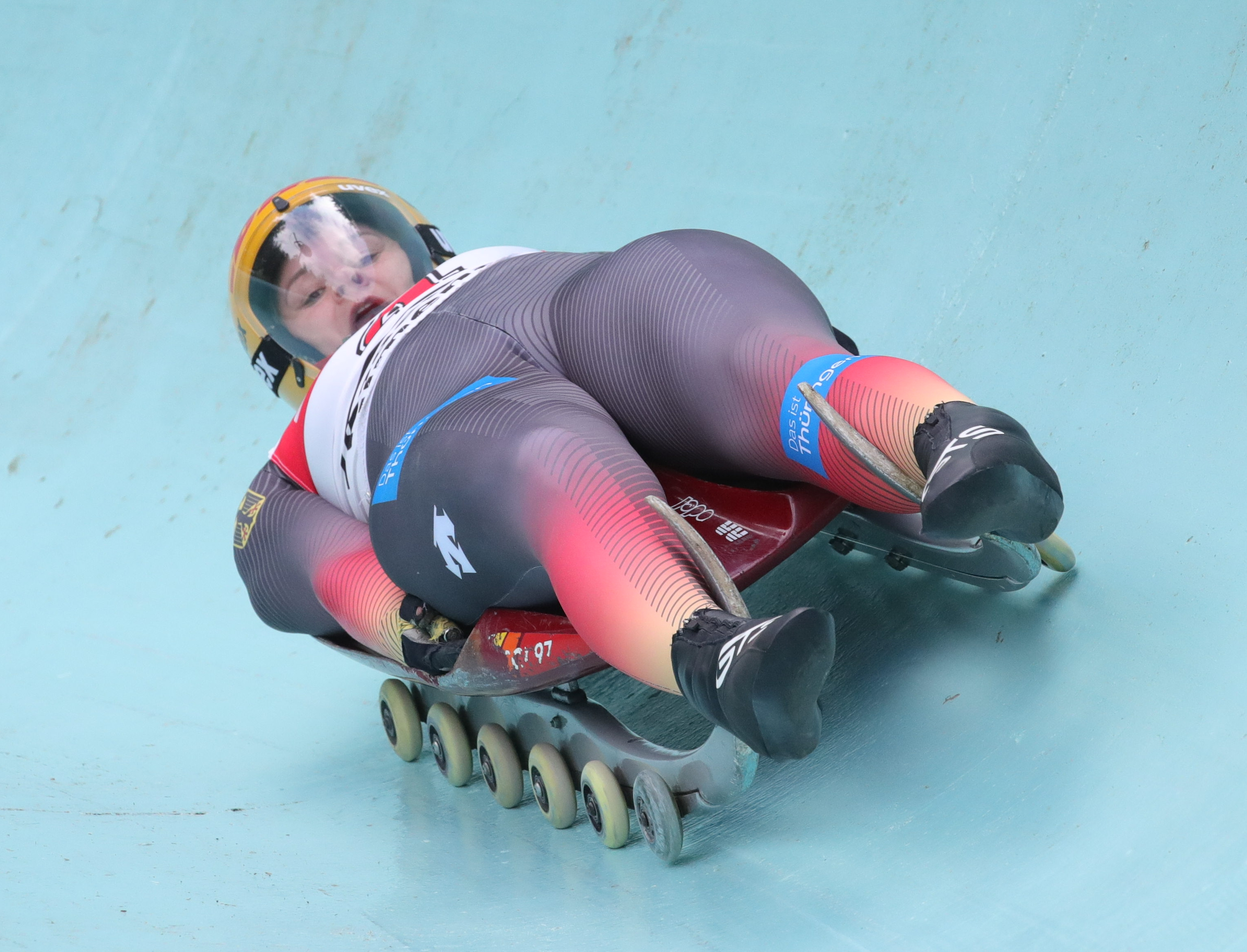
Dajana Eitberger, Vize-Europameisterin

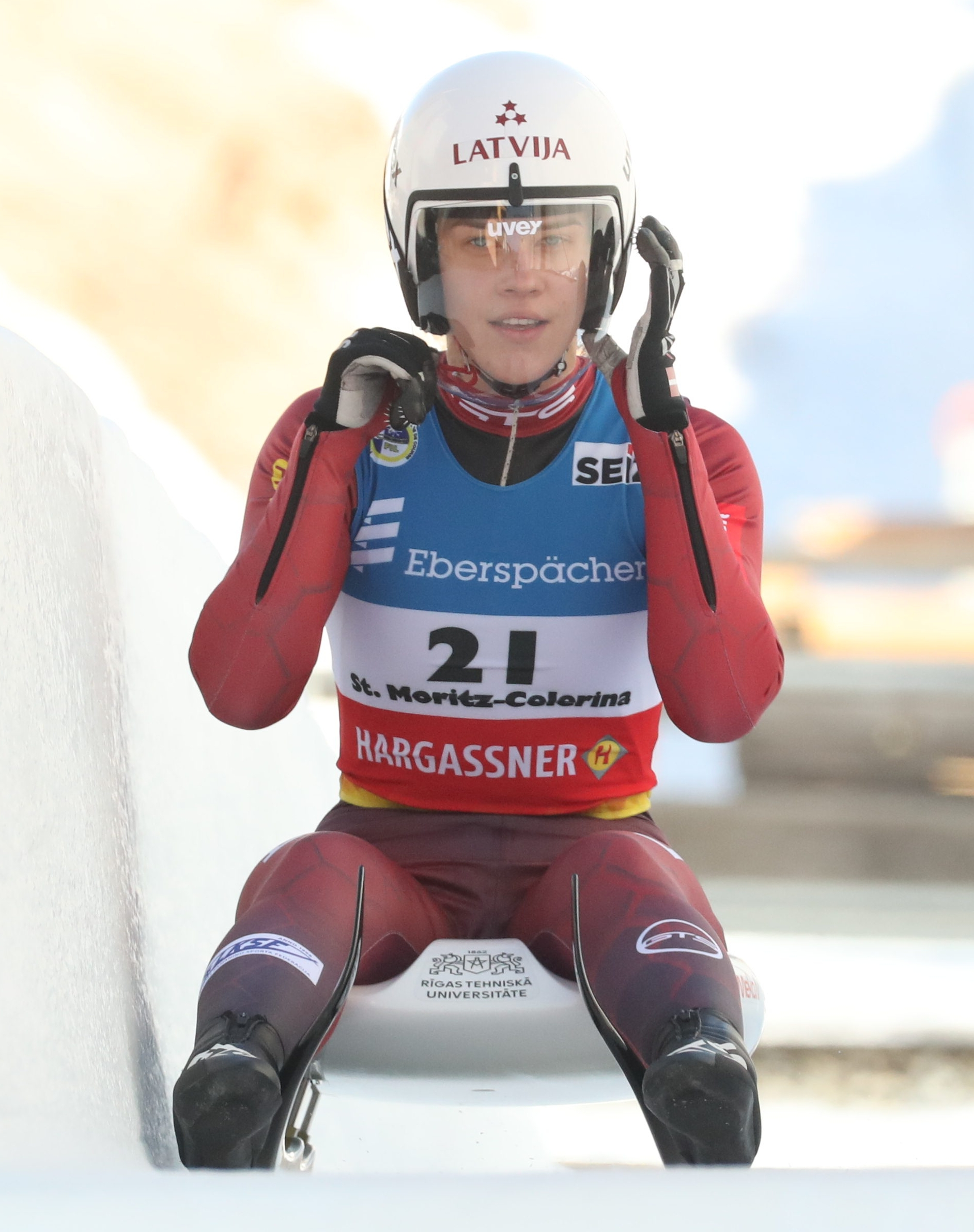
Elīna Ieva Vītola, Bronzemedaillengewinnerin und U23-Europameisterin

| Platz | Sportlerin               | Laufzeiten        | Zeit             |
| ----- | ------------------------ | ----------------- | ---------------- |
| 01    | Anna Berreiter           | 42,546 s 42,054 s | 1:24,600 Minuten |
| 02    | Dajana Eitberger         | 42,461 s 42,170 s | 1:+0,031 s       |
| 03    | Elīna Ieva Vītola (U23)  | 42,488 s 42,149 s | 1:+0,037 s       |
| 04    | Merle Fräbel (U23)       | 42,410 s 42,232 s | 1:+0,042 s       |
| 05    | Sandra Robatscher        | 42,441 s 42,274 s | 1:+0,115 s       |
| 06    | Sigita Bērziņa (U23)     | 42,453 s 42,284 s | 1:+0,137 s       |
| 07    | Kendija Aparjode         | 42,393 s 42,390 s | 1:+0,183 s       |
| 08    | Julia Taubitz            | 42,780 s 42,119 s | 1:+0,299 s       |
| 09    | Andrea Vötter            | 42,618 s 42,322 s | 1:+0,340 s       |
| 10    | Natalie Maag             | 42,720 s 42,269 s | 1:+0,389 s       |
| 11    | Lisa Schulte (U23)       | 42,643 s 42,356 s | 1:+0,399 s       |
| 12    | Madeleine Egle           | 43,218 s 41,868 s | 1:+0,486 s       |
| 13    | Marion Oberhofer (U23)   | 42,671 s 42,543 s | 1:+0,614 s       |
| 14    | Verena Hofer (U23)       | 42,668 s 42,620 s | 1:+0,688 s       |
| 15    | Olena Stezkiw            | 42,735 s 42,574 s | 1:+0,709 s       |
| 16    | Tove Kohala (U23)        | 42,813 s 42,680 s | 1:+0,893 s       |
| 17    | Selina Egle (U23)        | 43,086 s 42,679 s | 1:+1,165 s       |
| 18    | Klaudia Domaradzka (U23) | 42,917 s 42,923 s | 1:+1,240 s       |
| 19    | Katarína Šimoňáková      | 43,048 s 42,972 s | 1:+1,420 s       |
| 20    | Elsa Desmond             | 52,779 s 43,695 s | +11,874 s        |

### Einsitzer der Männer

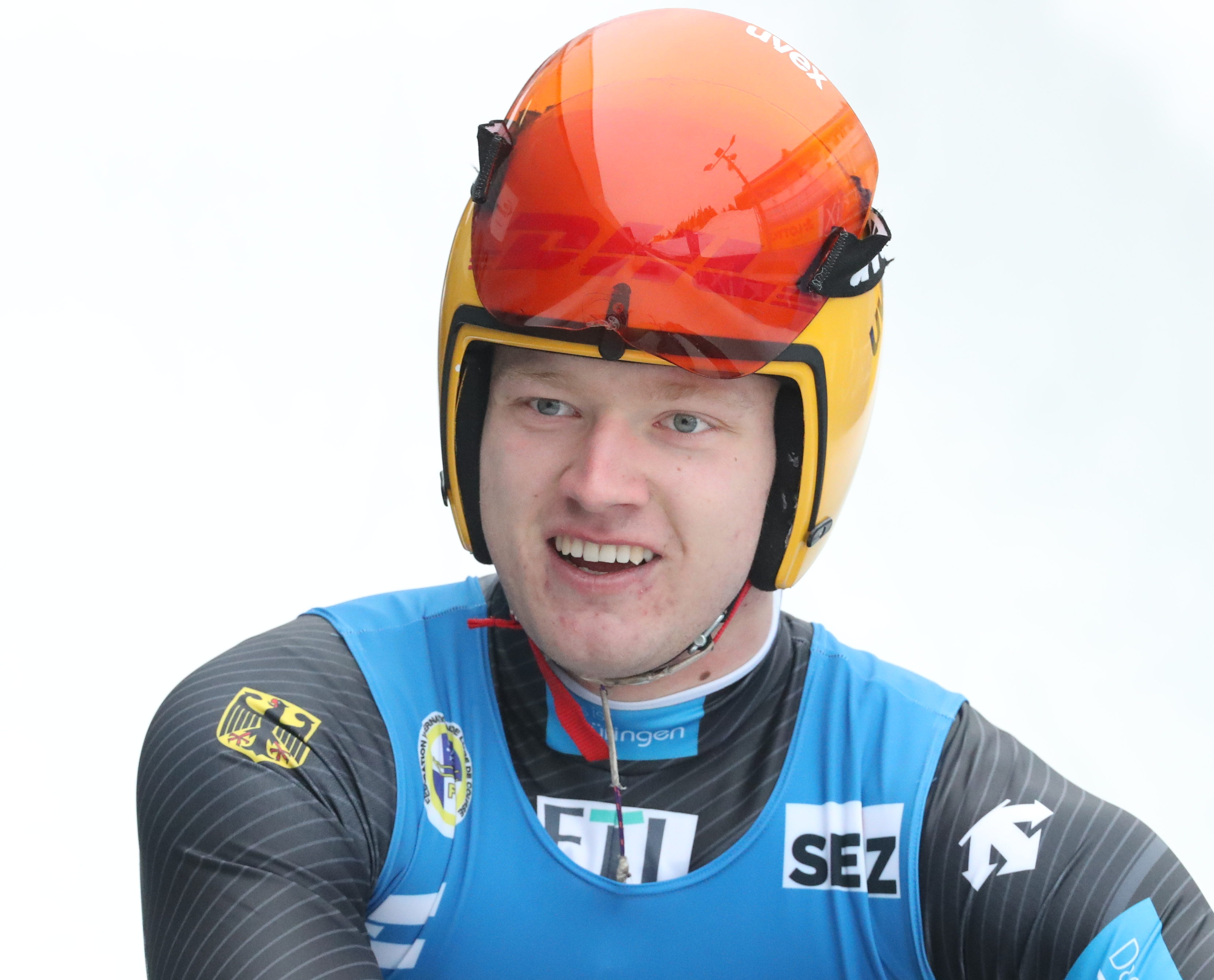
Max Langenhan, Europameister

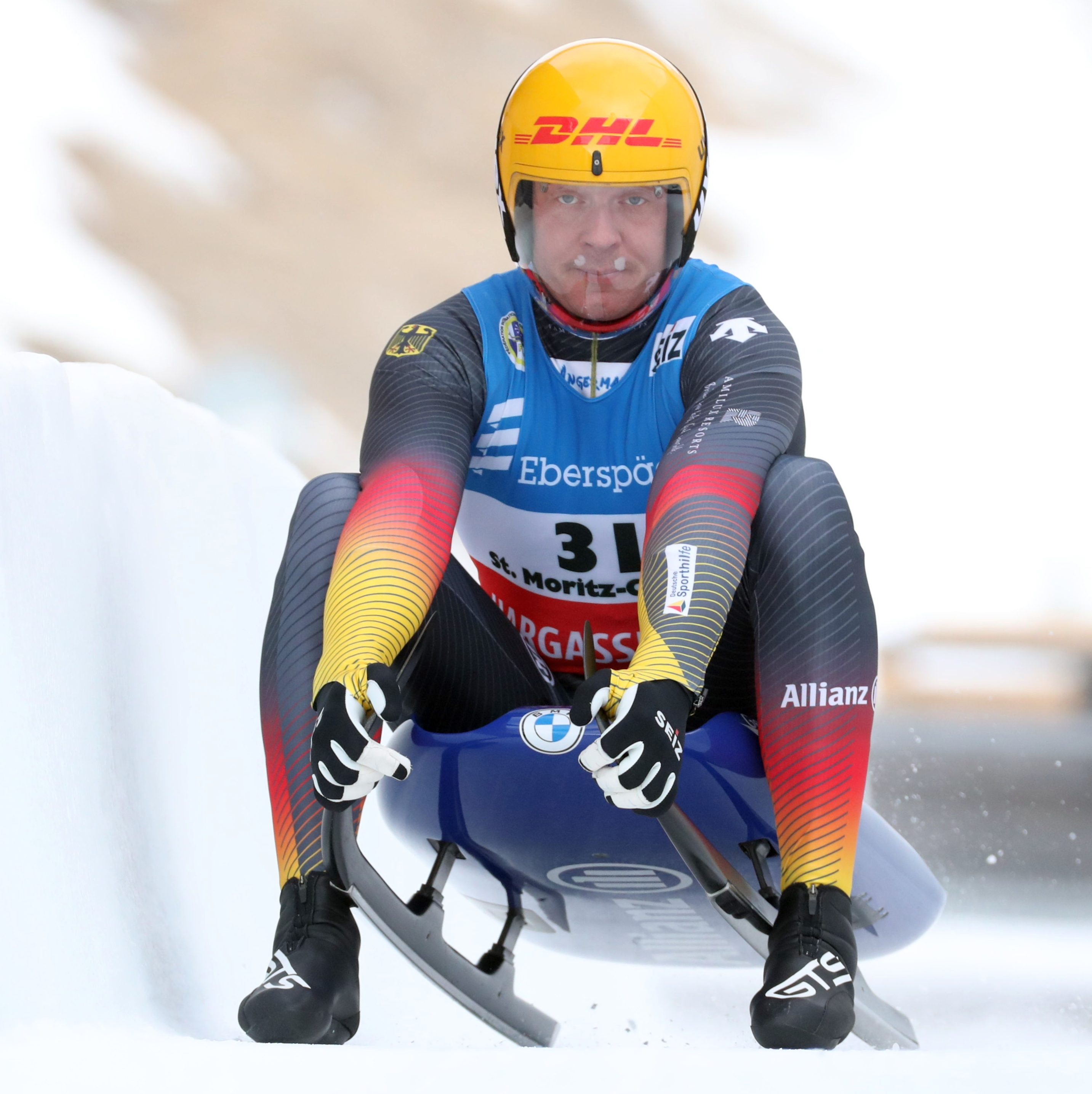
Felix Loch, Vize-Europameister

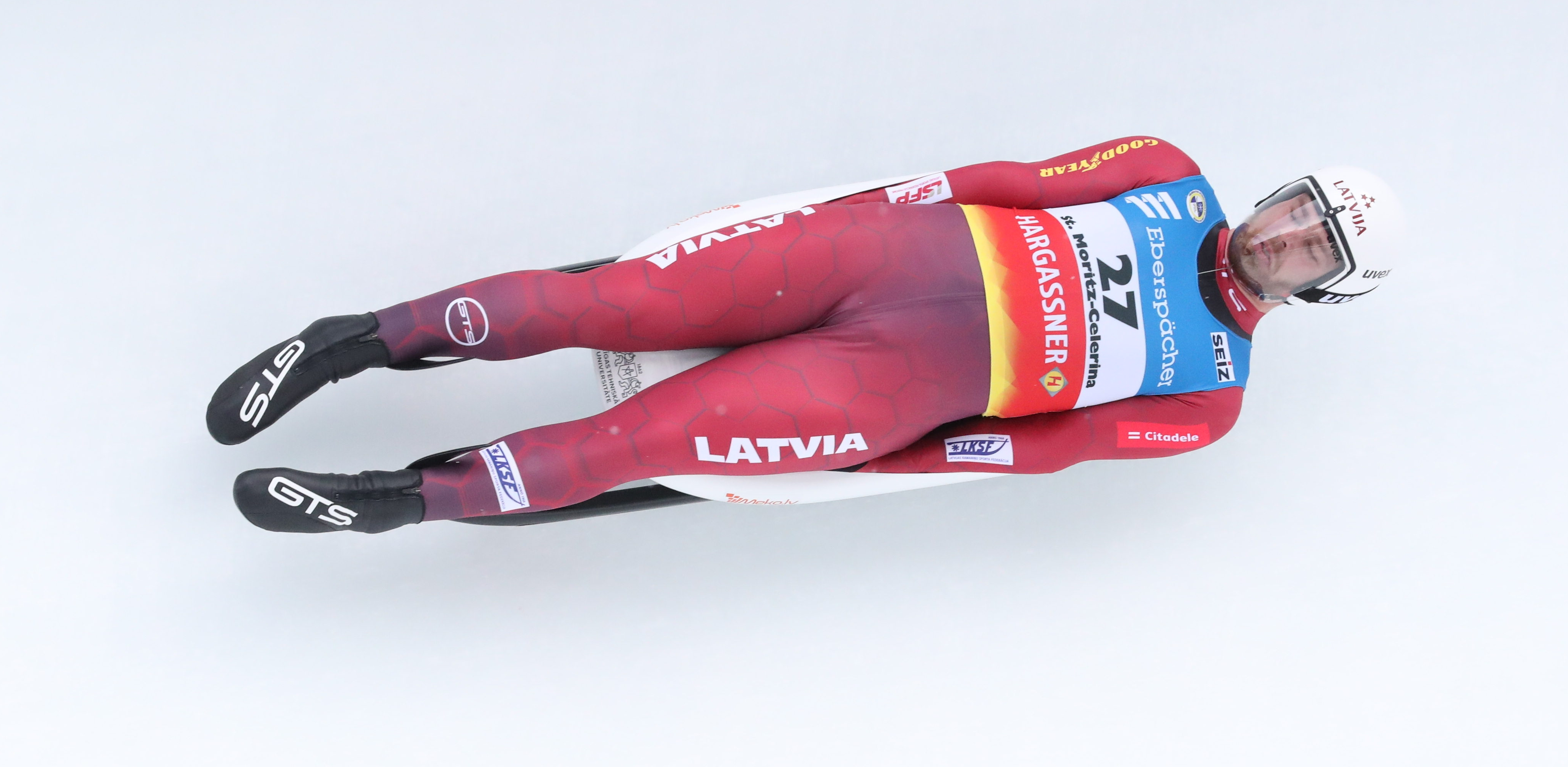
Kristers Aparjods, Bronzemedaillengewinner

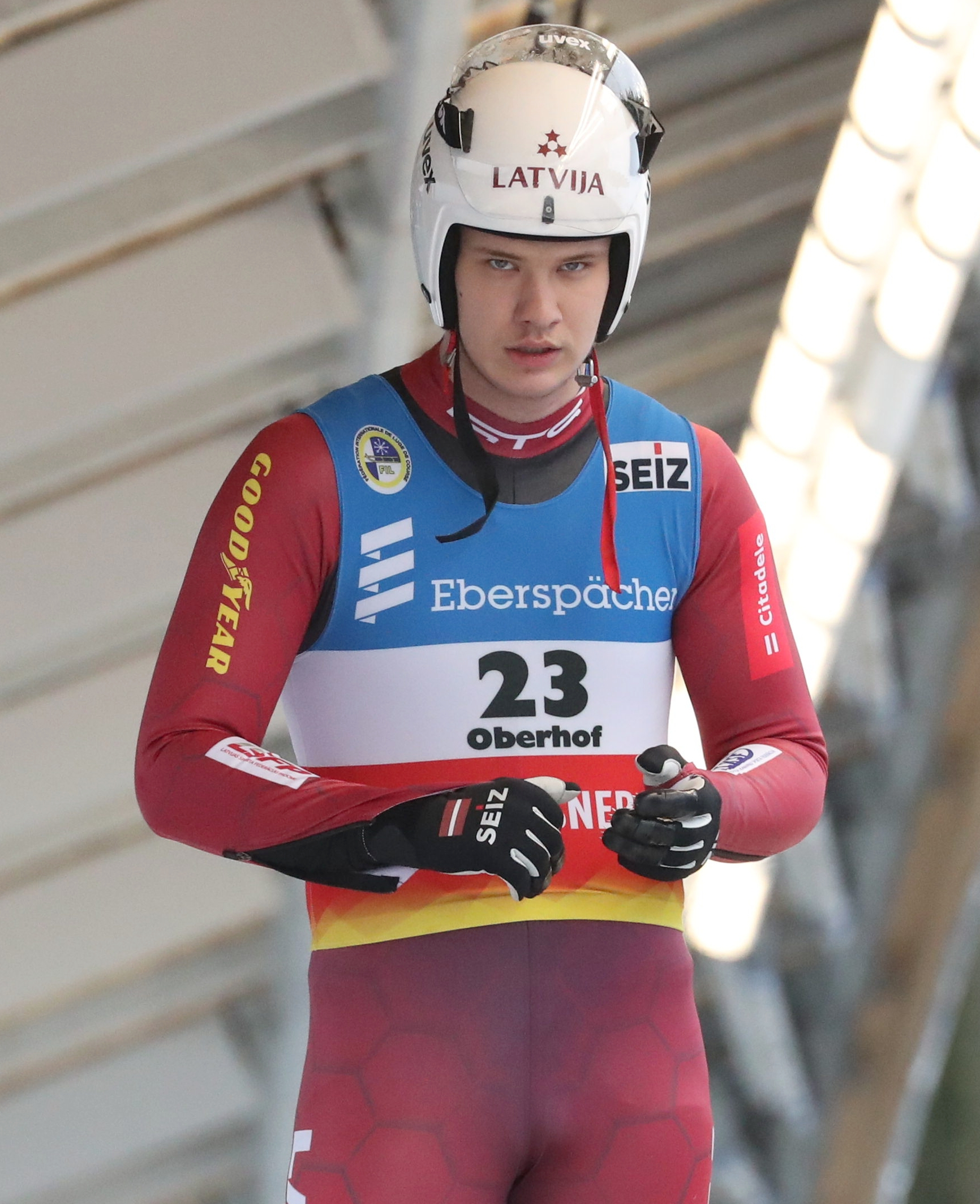
Gints Bērziņš, U23-Europameister

| Platz | Sportler                   | Laufzeiten        | Zeit             |
| ----- | -------------------------- | ----------------- | ---------------- |
| 01    | Max Langenhan              | 49,178 s 48,410 s | 1:37,588 Minuten |
| 02    | Felix Loch                 | 49,066 s 48,580 s | 1:+0,058 s       |
| 03    | Kristers Aparjods          | 48,771 s 48,902 s | 1:+0,085 s       |
| 04    | Nico Gleirscher            | 48,739 s 49,094 s | 1:+0,245 s       |
| 05    | Dominik Fischnaller        | 48,949 s 48,967 s | 1:+0,328 s       |
| 06    | Gints Bērziņš (U23)        | 48,893 s 49,129 s | 1:+0,434 s       |
| 07    | Jozef Ninis                | 48,898 s 49,135 s | 1:+0,445 s       |
| 08    | David Nößler (U23)         | 49,287 s 48,879 s | 1:+0,578 s       |
| 09    | Anton Dukatsch             | 49,085 s 49,155 s | 1:+0,652 s       |
| 10    | David Gleirscher           | 49,409 s 48,865 s | 1:+0,686 s       |
| 11    | Andrij Mandsij             | 48,867 s 49,451 s | 1:+0,730 s       |
| 12    | Valentin Crețu             | 49,161 s 49,195 s | 1:+0,768 s       |
| 13    | Lukas Gufler               | 49,540 s 48,863 s | 1:+0,815 s       |
| 14    | Timon Grancagnolo (U23)    | 49,207 s 49,245 s | 1:+0,864 s       |
| 15    | Mateusz Sochowicz          | 49,516 s 49,065 s | 1:+0,993 s       |
| 16    | Svante Kohala              | 49,526 s 49,062 s | 1:+1,000 s       |
| 17    | Marián Skupek (U23)        | 49,815 s 48,940 s | 1:+1,167 s       |
| 18    | Wolfgang Kindl             | 48,999 s 49,955 s | 1:+1,366 s       |
| 19    | Eduard-Mihai Crăciun (U23) | 49,484 s 49,643 s | 1:+1,539 s       |
| 20    | Jozef Hušla (U23)          | 49,903 s 49,380 s | 1:+1,695 s       |
| 21    | Saba Kumaritaschwili (U23) | 49,785 s 49,680 s | 1:+1,877 s       |
| 22    | Michael Lejsek             | 49,954 s 49,661 s | 1:+2,027 s       |
| 23    | Lascha Mtschedliani (U23)  | 50,503 s 50,874 s | 1:+3,789 s       |
| 24    | Luka Mtschedliani (U23)    | 50,575 s 50,837 s | 1:+3,824 s       |
| 25    | Leon Felderer (U23)        | 50,416 s 58,179 s | +11,007 s        |

### Doppelsitzer der Frauen

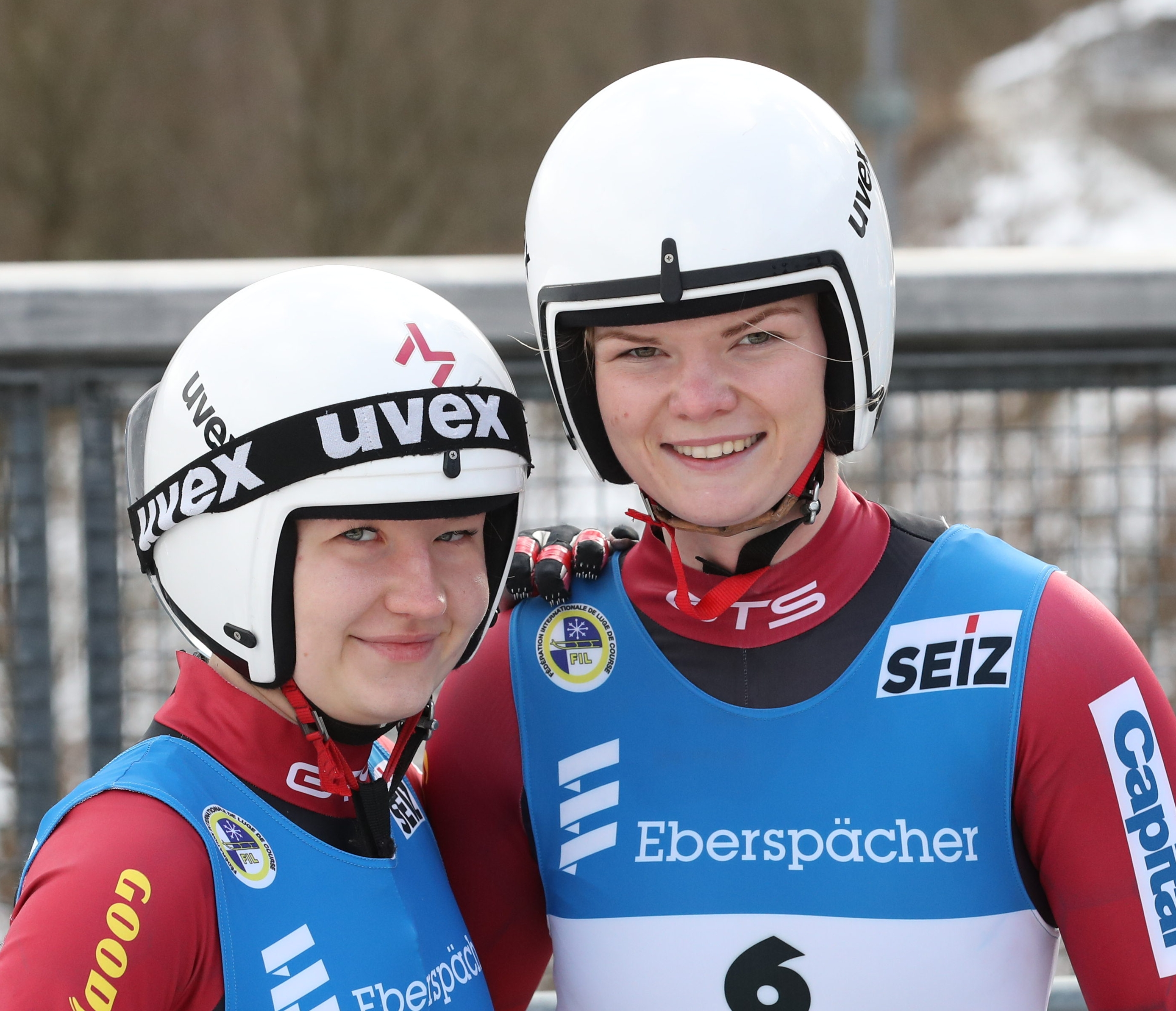
Anda Upīte und Sanija Ozoliņa, U23-Europameisterinnen

| Platz | Sportlerinnen                                  | Laufzeiten        | Zeit             |
| ----- | ---------------------------------------------- | ----------------- | ---------------- |
| 01    | Andrea Vötter / Marion Oberhofer               | 43,325 s 43,046 s | 1:26,281 Minuten |
| 02    | Anda Upīte / Sanija Ozoliņa (U23)              | 43,387 s 43,395 s | 1:+0,501 s       |
| 03    | Jessica Degenhardt / Cheyenne Rosenthal (U23)  | 43,534 s 43,305 s | 1:+0,558 s       |
| 04    | Selina Egle / Lara Kipp (U23)                  | 43,497 s 43,344 s | 1:+0,560 s       |
| 05    | Raluca Strămăturaru / Mihaela-Carmen Manolescu | 43,994 s 43,923 s | 1:+1,636 s       |
| 05    | Olena Stezkiw / Oleksandra Moch                | 45,783 s 43,732 s | 1:+3,324 s       |

### Doppelsitzer der Männer

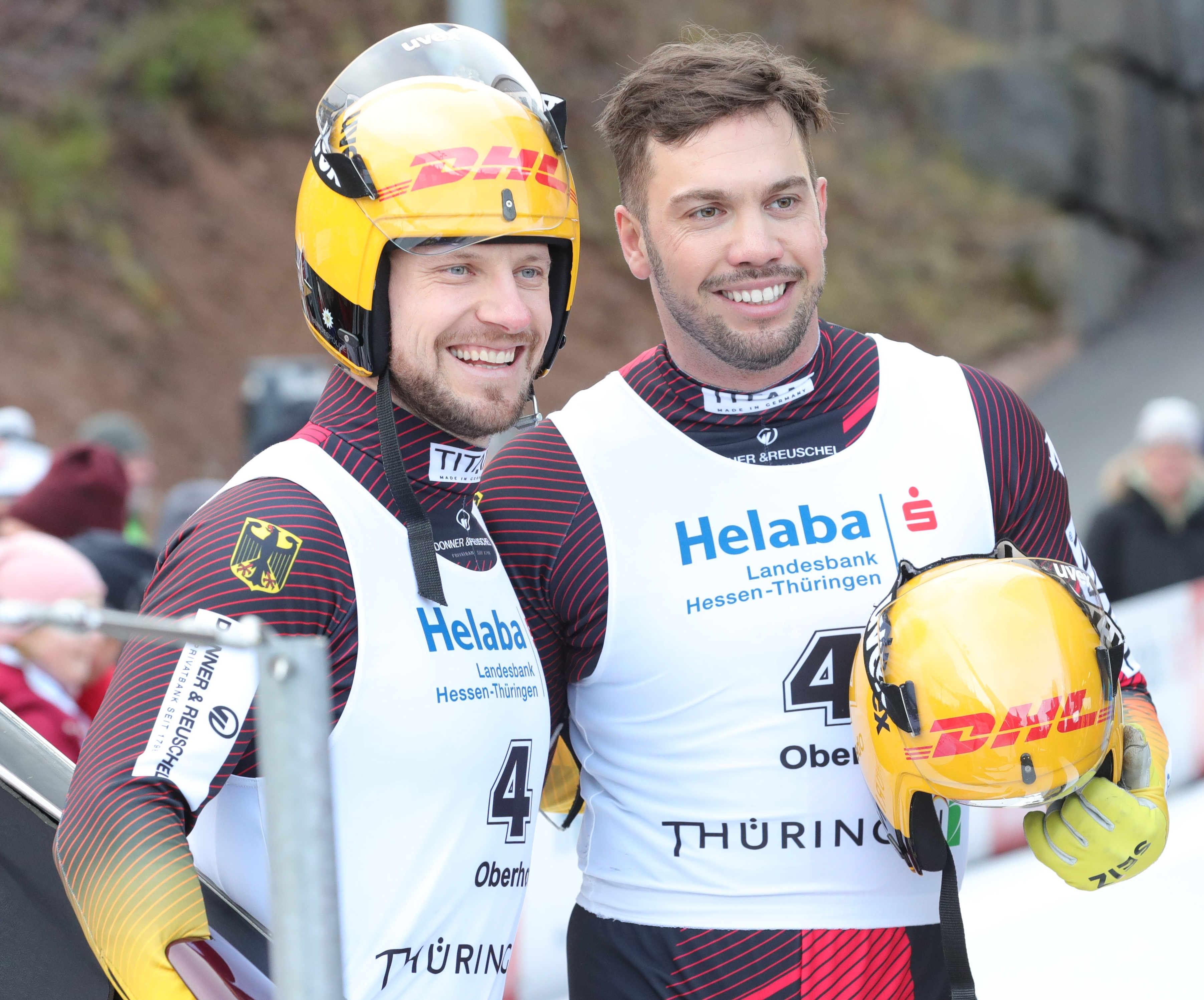
Tobias Wendl und Tobias Arlt, Europameister

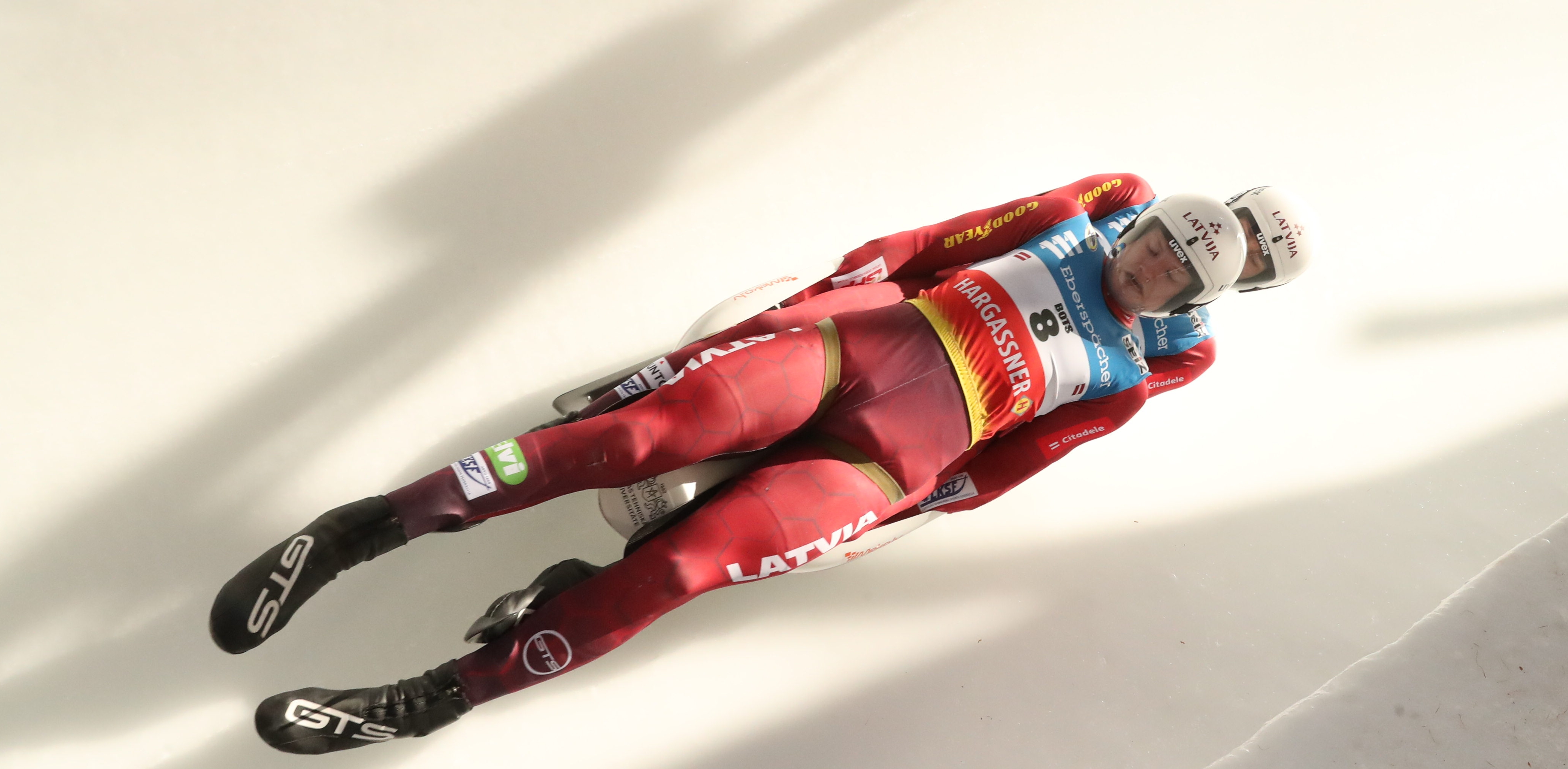
Mārtiņš Bots und Roberts Plūme, Vize-Europameister

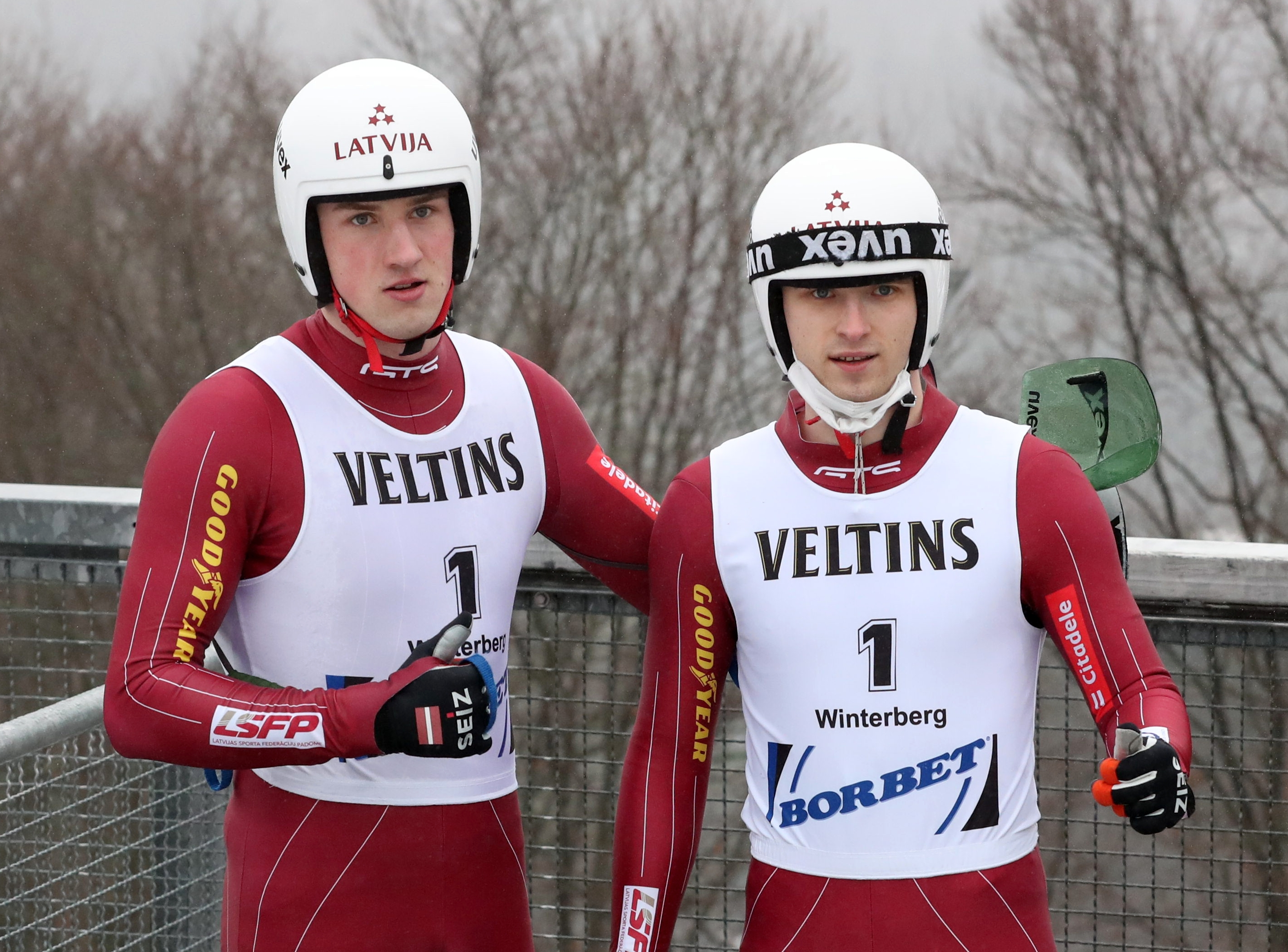
Eduards Ševics-Mikeļševics und Lūkass Krasts, U23-Europameister

| Platz | Sportler                                         | Laufzeiten        | Zeit             |
| ----- | ------------------------------------------------ | ----------------- | ---------------- |
| 01    | Tobias Wendl / Tobias Arlt                       | 42,173 s 41,849 s | 1:24,022 Minuten |
| 02    | Mārtiņš Bots / Roberts Plūme                     | 42,138 s 41,946 s | 1:+0,062 s       |
| 03    | Eduards Ševics-Mikeļševics / Lūkass Krasts (U23) | 42,147 s 41,964 s | 1:+0,089 s       |
| 04    | Juri Gatt / Riccardo Schöpf (U23)                | 42,317 s 41,899 s | 1:+0,194 s       |
| 05    | Toni Eggert / Sascha Benecken                    | 42,347 s 41,944 s | 1:+0,269 s       |
| 06    | Emanuel Rieder / Simon Kainzwaldner              | 42,311 s 42,044 s | 1:+0,333 s       |
| 07    | Thomas Steu / Lorenz Koller                      | 42,205 s 42,151 s | 1:+0,334 s       |
| 08    | Yannick Müller / Armin Frauscher                 | 42,532 s 42,018 s | 1:+0,528 s       |
| 09    | Ludwig Rieder / Patrick Rastner                  | 42,522 s 42,142 s | 1:+0,642 s       |
| 10    | Ihor Hoj / Rostyslaw Lewkowytsch                 | 42,936 s 42,856 s | 1:+1,770 s       |
| 11    | Wojciech Chmielewski / Jakub Kowalewski          | 43,694 s 42,396 s | 1:+2,068 s       |
| 12    | Filip Vejdělek / Zdeněk Pěkný                    | 43,289 s 42,833 s | 1:+2,100 s       |
| 13    | Hannes Orlamünder / Paul Gubitz                  | 44,752 s 42,481 s | 1:+3,211 s       |
| 14    | Tomáš Vaverčák / Matej Zmij                      | 70,285 s 42,946 s | +29,209 s        |

### Teamstaffel

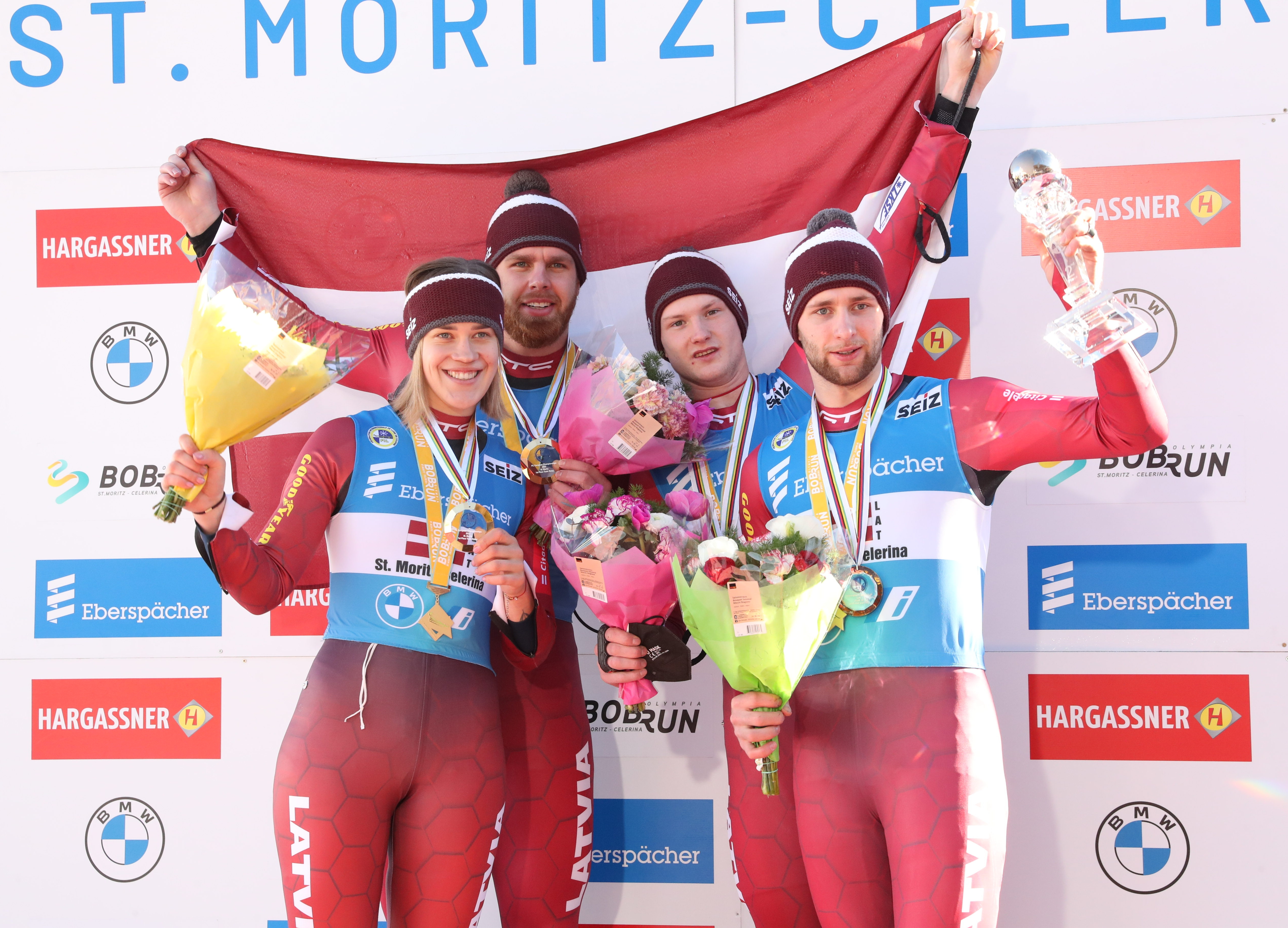
Teamstaffel Lettland

| Platz | Sportler                                                                          | Zeit                                                                     |
| ----- | --------------------------------------------------------------------------------- | ------------------------------------------------------------------------ |
| 01    | LettlandElīna Ieva Vītola Kristers Aparjods Mārtiņš Bots / Roberts Plūme          | 2:13,143 Minuten                                                         |
| 02    | DeutschlandAnna Berreiter Max Langenhan Tobias Wendl / Tobias Arlt                | 1:+0,367 s                                                               |
| 03    | ItalienSandra Robatscher Dominik Fischnaller Emanuel Rieder / Simon Kainzwaldner  | 1:+0,774 s                                                               |
| 04    | UkraineOlena Stezkiw Andrij Mandsij Ihor Hoj / Rostyslaw Lewkowytsch              | 1:+1,754 s                                                               |
| 05    | SlowakeiKatarína Šimoňáková Jozef Ninis Tomáš Vaverčák / Matej Zmij               | 1:+1,788 s                                                               |
| DNF   | ÖsterreichMadeleine Egle Nico Gleirscher Juri Gatt / Riccardo Schöpf              | Sturz von Gatt/Schöpf                                                    |
| DSQ   | PolenKlaudia Domaradzka Mateusz Sochowicz Wojciech Chmielewski / Jakub Kowalewski | Chmielewski/Kowalewski verpassten das Touchpad zum Erfassen der Zielzeit |

## Medaillenspiegel
Die U23-Wertung wird für den allgemeinen Medaillenspiegel nicht berücksichtigt.
| Platz | Land        | Gold | Silber | Bronze | Gesamt |
| ----- | ----------- | ---- | ------ | ------ | ------ |
| 1     | Deutschland | 3    | 3      | 1      | 7      |
| 2     | Lettland    | 1    | 2      | 3      | 6      |
| 3     | Italien     | 1    | 0      | 1      | 2      |

Medaillenspiegel U23-Wertung

Für die Rennen in der klassischen Disziplin (Ein- und Doppelsitzer der Frauen sowie Männer) wurde eine U23-Europameisterschaftswertung durchgeführt.
| Platz | Land        | Gold | Silber | Bronze | Gesamt |
| ----- | ----------- | ---- | ------ | ------ | ------ |
| 1     | Lettland    | 4    | 0      | 1      | 5      |
| 2     | Deutschland | 0    | 3      | 1      | 4      |
| 3     | Österreich  | 0    | 1      | 1      | 2      |